# AISI
AISI er forkortelsen for American Iron and Steel Institute, der er en nordamerikansk sammenslutning af stålproducenter.
| Erhverv og erhvervsliv | Spire Denne artikel om erhverv, erhvervsliv og arbejdsmarked er en spire som bør udbygges. Du er velkommen til at hjælpe Wikipedia ved at udvide den. |

38°53′55″N 77°00′38″V / 38.89849°N 77.0105°V